# Andrej Zamejic
Andrej Zamejic, slovenski rimskokatoliški duhovnik, nabožni pisatelj in prevajalec, * 20. november 1824, Vrzdenec, † 1. januar 1907, Ljubljana.

## Življenje in delo
Rodil se je v kmečki družini očetu Gregorju in materi Jeri (rojena Železnik). Po končani ljudski šoli v Horjulu je v Ljubljani obiskoval gimnazijo (1836–1842) in licej (1842–1844) ter nato študiral bogoslovje (1844–1848). Na liceju ga je Franc Serafin Metelko navdušil za slovstveno delovanje. V semenišču je bil član ilirskega društva, vendar se je ilirščini odrekel, z velikim veseljem pa bral slovenske in slovananske knjige. Po posvečenju (1848) je bil grajski duhovnik in učitelj pri družini  barona Lichtenberga v Prapročah pri Grosupljem, nato katehet na dekliški uršulinski šoli v Ljubljani (1851-1852). Od 1852 je učil katehetiko (od 1858 še metodiko) na bogoslovju, v letih 1865–1882 je bil profesor pastoralnega bogoslovja (od 1875 še pedagogike). Leta 1876 je bil imenovan za škofijskega komisarja za ljudske, privatne in posebne šole. Leta 1880 je postal stolni kanonik. Pri društvu za zidanje Cerkve Srca Jezusovega v Ljubljani je bil namestnik predsednika društva (1881–1883), ter predsednik pri dobrodelni Vincencijevi družbi (1897–1903).
Krajše tekste, v katerih je otrokom priporočal misijonarsko delo je začel pisati v Prapročah. Z Luko Jeranom sta sestavila nov verski priročnik Jezusa in Marije dvoje najsvetlejših Serc (1850), za dekleta je po predlogi Alphonsusa Liguorija napisala duhovni priročnik Lilija v božjem vertu (1851) in sestavila miniaturni otroški molitvenik Stezica v nebesa (1852). Od 1852 je pripravljal nove izdaje Kratkega katekizma v vprašanjih in odgovorih za ljudske šole ljubljanske škofije, ki ga je 1838 sestavil Jožef Kek, in od 1861 Veliki katekizem za ljudske šole. (oboje več ponatisov). Iz obsežne pastoralne snovi je napisal skripta Navod za spovedanje (1871) in Nauk o svetih zakramentih (1878), objavil je tudi več pastoralnih člankov, pri tem pa si je prizadeval za ustrezno slovensko terminologijo. Anononimno je izšla njegova knjižica Nauk o svetem Detinstvu (1889).
Za Wolfovo izdajo Svetega pisma stare in nove zaveze (1856–1863) je prevedel: knjigo Makabejcev, evangelij po Marku in Luku, Jakobovo in Judovo pismo; z L. Jeranom sta bila pod vodstvom Jurija Volca tudi glavna korektorja celotne izdaje. Po tem prevodu je priredil novo izdajo uradnega škofijskega lekcionarja Berila ali listi in evangeliji … z navadnimi molitvami pri očitni službi božji (1870). Anonimno je prevedel molitvenik Kalvarija (1862, z Luko Jeranom), za branje v domačem okolju pa verski  priročnik Ludwiga Mehlerja Dušna hrana (1864–9, izšlo v 10 snopičih). Prevajal je tudi škofijske dokumente, npr. pastirske liste. Njegov prevajalski prvenec pa so Nove kuharske bukve (1850), ki so bile  za Vodnikovimi Kuharskimi bukvami (1799) drugi kuharski priročnik v slovenenskem.
Zamejic je bil prizadeven in delaven na pastoralnem, katehetskem, verskoprosvetnem in organizacijskem področju. Večinoma je pisal in prevajal manjše tekste, številni natisi pa pričajo, da je z njimi zadel ljudski ton. Zanj velja, da je na Slovenskem obogatil versko slovstvo v 2. polovici 19. stoletja.